# Brun kärrhök
Brun kärrhök (Circus aeruginosus) är en rovfågel inom familjen hökar (Accipitridae). Den häckar i jordbruksmarker och vassrika slättsjöar i stora delar av Europa och Asien, österut till nordvästra Kina, samt i Nordafrika. Vintertid flyttar den till Medelhavsområdet, Afrika söder om Sahara, Mellanöstern och Sydasien. IUCN kategoriserar den som livskraftig.

## Utseende
Brun kärrhök är något större än ormvråk med en kroppslängd på 42–56 centimeter och ett vingspann på 115–140 centimeter. Den uppfattas dock som slankare med smalare kropp och vingar och längre stjärt. Som hos flertalet rovfåglar är honan större än hanen. Den adulta hanens rygg och ovansidan av armpennorna och inre vingtäckarna är bruna. Handpennorna och de yttre vingtäckarna är ljust gråblå och det yttre vingpennorna är svarta. Den har en ljust gråblå stjärt och undersida. Den adulta honan är mörkt brun, med ljus teckning på huvudet och vingens framkant. Ungfåglarna liknar honan, men saknar mycket av den ljusare teckningen.  I flykten kretsar den med karakteristiskt lyftade vingar.

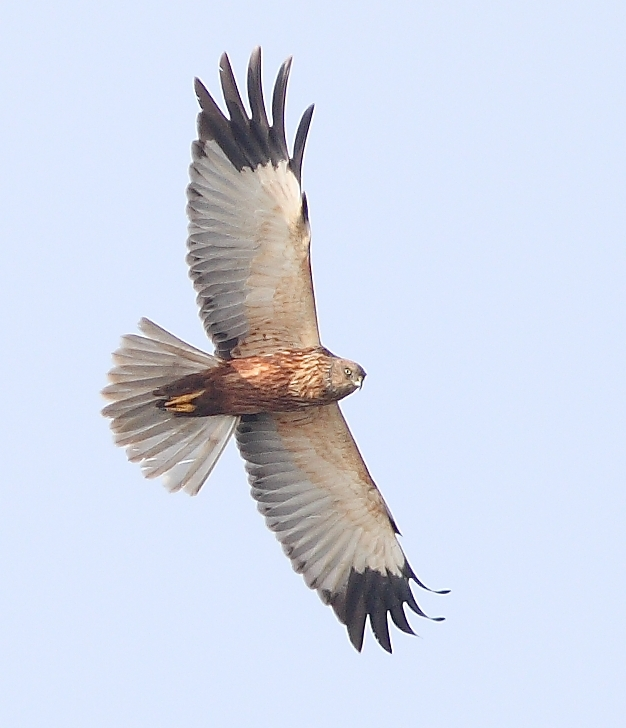
Adult hane.

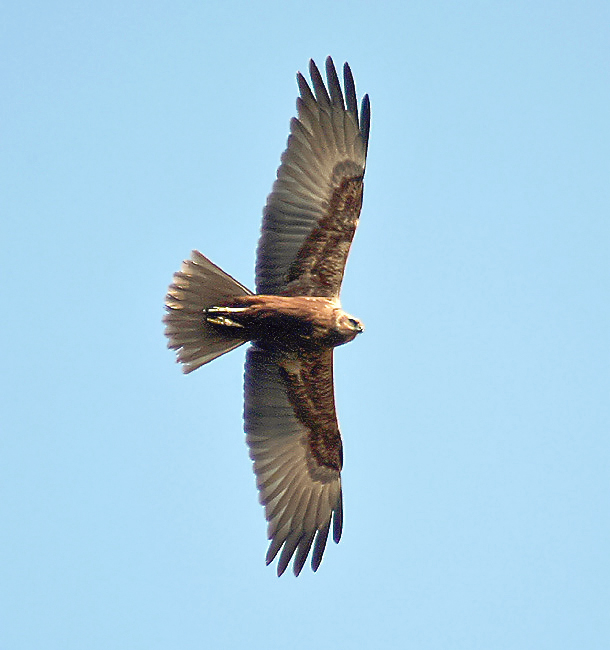
Adult hona.

## Läte
Spellätet under häckningstid som yttras i flykten är gnälligt och nasalt, "vä-i", och upprepas med två sekunders paus, i tonen lik tofsvipans varningsläte. Honan visslar pipigt och ljust, "psii-i" när hanen kommer med ett byte. Varningslätet är snabba "kveck-ek-ek-ek-ek".

## Utbredning och systematik
Brun kärrhök häckar i hela Europa, nordvästra Afrika, norra delarna av Mellanöstern och Centralasien. Den häckar i nästan alla länder i Europa, men är frånvarande i norra Skandinavien och i fjälltrakterna. Den är sällsynt på de brittiska öarna och häckar för närvarande inte på Irland och i Wales. I Mellanöstern återfinns populationer i Turkiet, Irak och Iran och i Centralasien sträcker sig artens utbredning österut så långt som till nordvästra Kina, Mongoliet och Bajkalsjönsregionen i Sibirien.

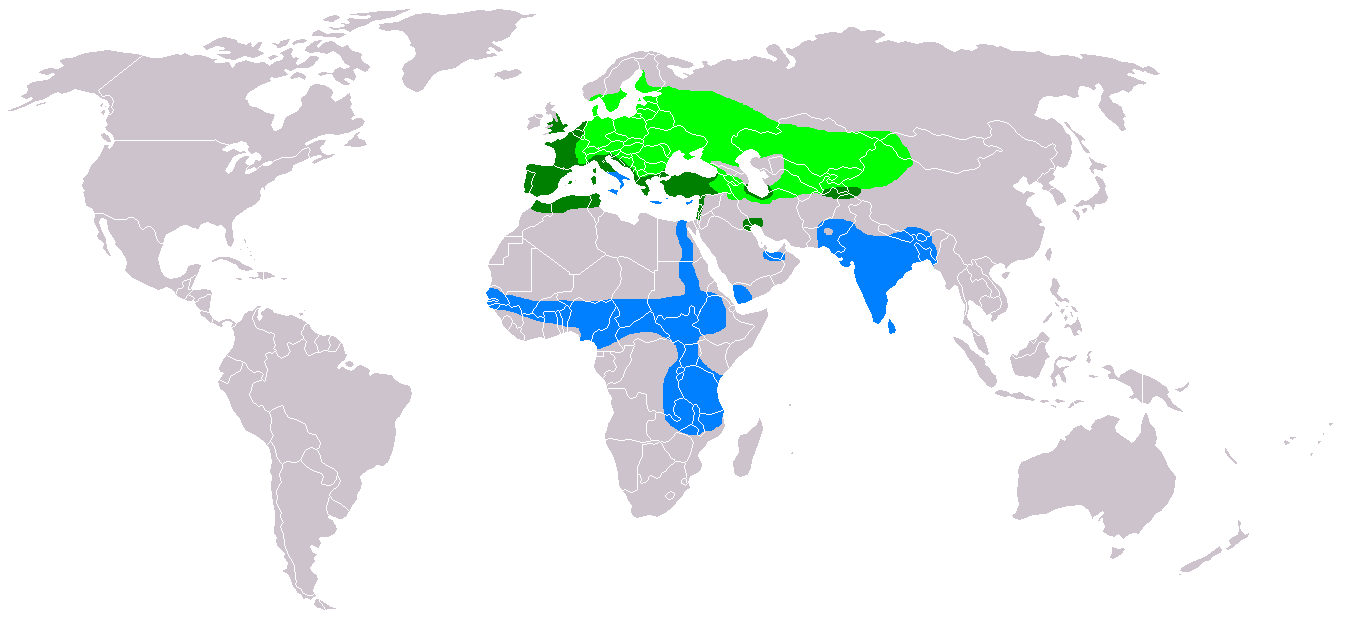
Utbredningsområde
Ljusgrönt: häckningsområde
Mörkgrönt: året runt
Blått: vinterkvarter

Arten delas oftast upp i två underarter:
- vanlig brun kärrhök[4] Circus aeruginosus aeruginosus – nominatformen som är flyttfågel och förekommer över merparten av utbredningsområdet; de övervintrar i de mildare områdena i södra och västra Europa, i Afrika söder om Sahara, på Arabiska halvön och Indiska subkontinenten, och i Myanmar
- Circus aeruginosus harterti – häckar i Marocko, Algeriet och Tunisien

### Förekomst i Sverige
I Sverige häckar den bruna kärrhöken i södra Sverige upp till Dalarna och Hälsingland samt lokalt utmed kusten från Medelpad till Norrbotten. Den övervintrar i Medelhavsområdet eller tropiska Afrika.

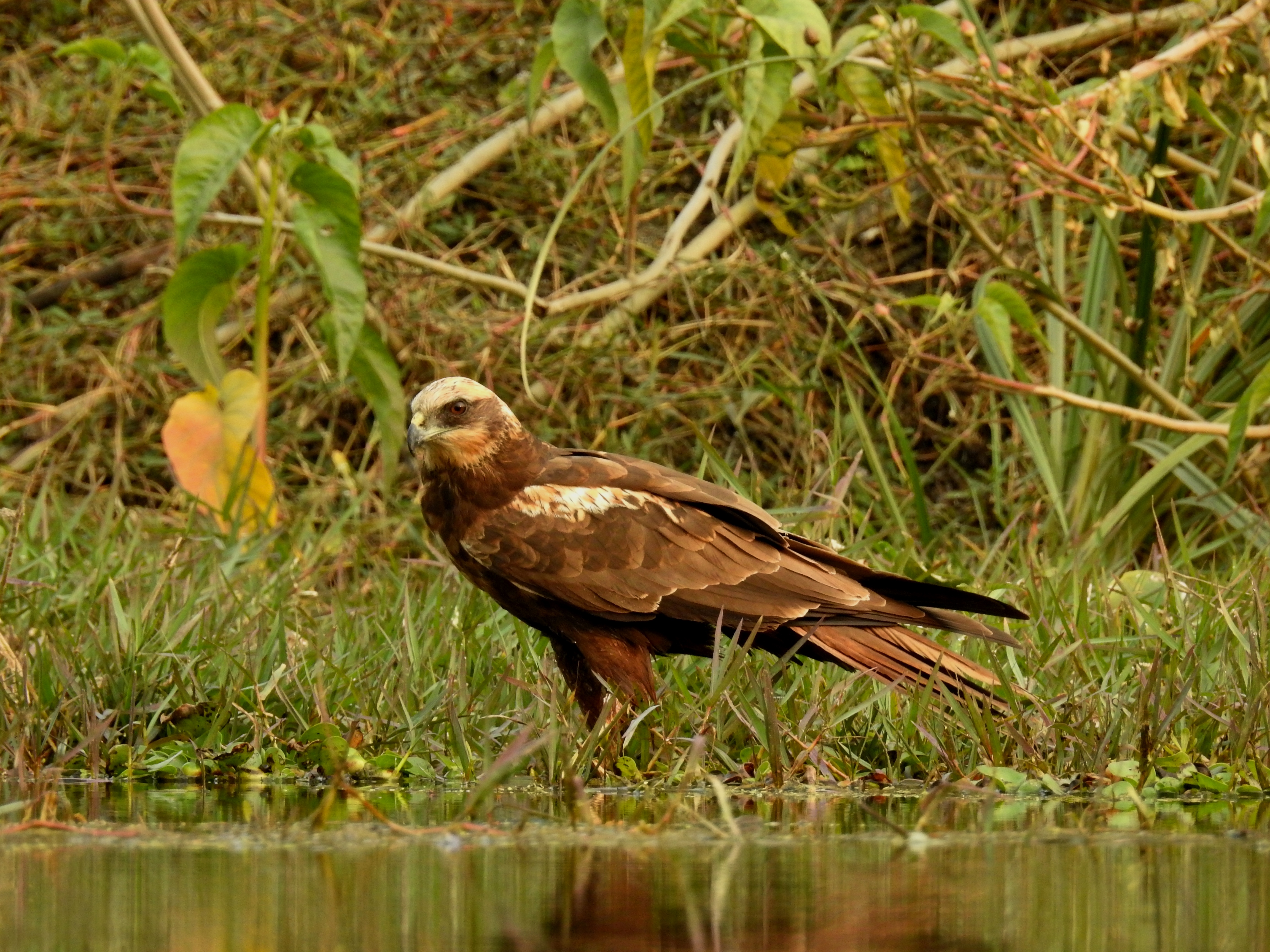
Hona brun kärrhök.

### Släktskap
Tidigare inkluderades flera kärrhökstaxa i C. aeruginosus. Dessa behandlas idag som goda arter: brokig kärrhök (C. spilonotus) i östra Asien, australisk kärrhök (C. approximans) i Australasien samt madagaskarkärrhök (C. maillardi) och réunionkärrhök (C. maillardi) på öar i västra Indiska oceanen. Genetiska studier visar att brun kärrhök är systerart till afrikanska grodkärrhöken (Circus ranivorus).
Genetiska studier visar vidare att kärrhökarna är inbäddade i höksläktet Accipiter så som det är traditionellt är konstituerat. De står faktiskt närmare duvhöken genetiskt än vad den senare står nära sparvhöken. Det medför att antingen bör de distinkta kärrhökarna inkluderas i Accipiter eller så bör Accipiter delas upp i flera mindre släkten. Inga internationella taxonomiska auktoriteter har dock ännu implementerat resultaten från studierna i deras taxonomier.

## Ekologi
Brun kärrhök jagar främst längs strandkanten av vassrika sjöar och över våtmarker, fält och hedar på jakt efter små däggdjur och fåglar. Häckningssäsongens början varierar från mitten av mars till början av maj. Hanen bildar ofta par med två eller till och med tre honor. Paren håller oftast bara ihop under en häckningssäsong, men det förekommer par som håller ihop i flera år. Det plattformsliknande boet byggs direkt på marken av grenar, vass och gräs. Det placeras ofta på vassbädd, men de häckar även på åkrar. I genomsnitt lägger den tre till fem ägg, men kullar med upp till åtta ägg har observerats, som ruvas av honan i 31–38 dagar. Honan tar sedan hand om ungarna i 35–40 dagar tills de är flygga.

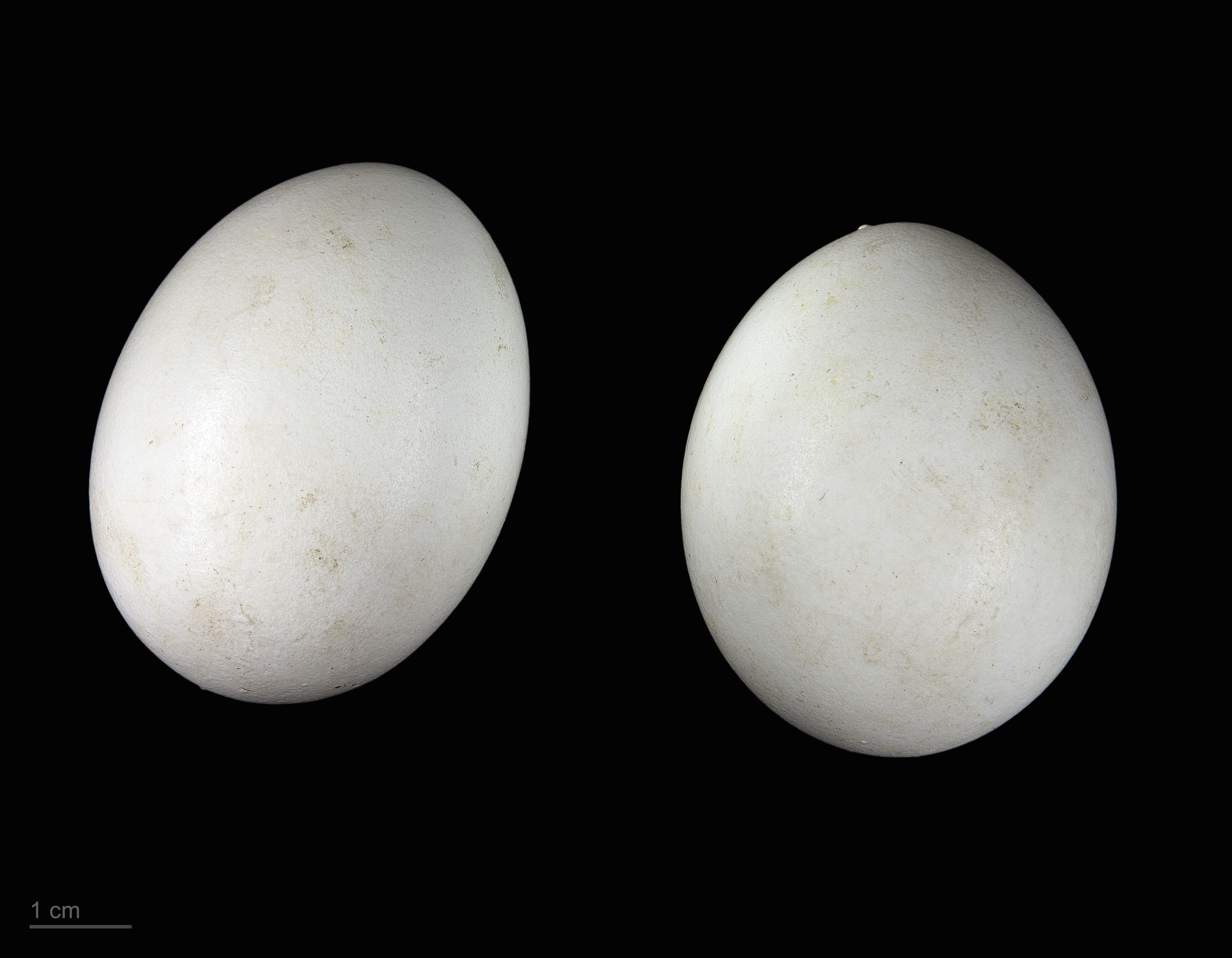
Ägg från brun kärrhök.

## Brun kärrhök och människan

### Hot och status
Den bruna kärrhöken har minskat i många områden från 1800-talet till sent 1900-tal på grund av jakt, förstörelse av livsmiljöer och bekämpningsmedel. I ett flertal länder är den en skyddad art och har därför återigen ökat i antal. I Storbritannien har antalet häckande honor ökat från en år 1971 till över 200 idag. Fortfarande står arten inför ett antal hot, inklusive jakt under flytten över Medelhavsregionen. De är känsliga för störning under parningssäsongen och många får livshotande skador av förgiftning från blyhagel. Internationella naturvårdsunionen IUCN kategoriserar den globalt som livskraftig och bedömer att den ökar i antal. Beståndet uppskattas till mellan en halv och en miljon vuxna individer, varav det i Europa bedöms häcka 99 300–184 000 par.
Även i Sverige ökar bruna kärrhöken i antal och beståndet uppskattas idag till mellan 2 600 och 3 400 häckande individer. Artdatabanken kategoriserar den som livskraftig.

### Namn
Tidigare har den kallats "sumphök" och ibland bara för "kärrhök". Det vetenskapliga artepitetet aeruginosus är latin och betyder "rostfärgad" eller "ärgad", efter aerugo eller aeruginis som betyder "ärg".